# Avenida Canaval y Moreyra
La avenida Enrique Canaval y Moreyra es una de las principales avenidas del distrito de San Isidro, en la ciudad de Lima, capital del Perú. Se extiende de este a oeste, a lo largo de 6 cuadras. Asimismo, en la intersección con Luis Bedoya Reyes, se ubica la estación Canaval y Moreyra del Metropolitano. Fue nombrada en honor al exalcalde sanisidrino, Enrique Canaval y Moreyra, quien ocupó el cargo entre 1949 y 1950.

## Recorrido
Se inicia en la avenida Pablo Carriquiry hasta la Vía Expresa Luis Bedoya Reyes.